# Atreseries
Atreseries (estilitzat com A3S) és un canal de televisió digital terrestre espanyol situat a Madrid, pertanyent a la corporació Atresmedia. Les seves emissions regulars van començar el 22 de desembre de 2015.
Atresmedia fa sèries de televisió històriques a Antena 3 i La Sexta, i pel·lícules.
La seva programació inclou Allí abajo, Aquí no hay quien viva, Compañeros, Covert Affairs, Crimen en el paraíso, Cuerpo de élite, El amor está en el aire, El Barco, El internado, El síndrome de Ulises, Fiscal Chase, Física o química, La familia Mata, La tira, Looking, Los hombres de Paco, Los protegidos, Me resbala, Ninja Warrior, Rizzoli & Isles, Se ha escrito un crimen, Sorpresa ¡Sorpresa! i The Listener.